# Dalen (Pays-Bas)
Pour les articles homonymes, voir Dalen.
Dalen est un village situé dans la commune néerlandaise de Coevorden, dans la province de Drenthe. Le 1er janvier 2004, le village comptait 3 470 habitants.
Dalen a été une commune indépendante jusqu'au 1er janvier 1998 ; à cette date, la commune a été rattachée à Coevorden.

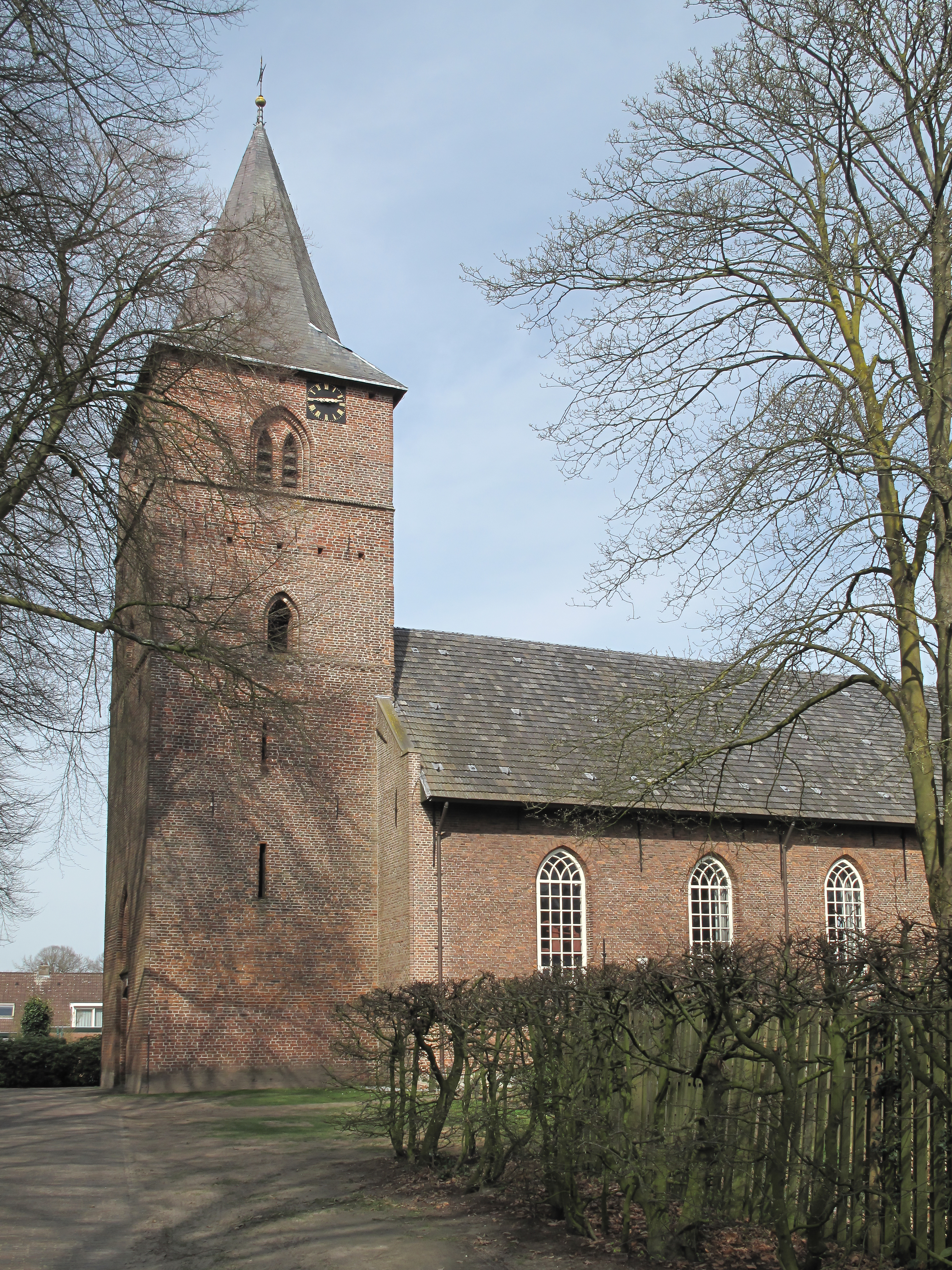
Dalen, église protestante

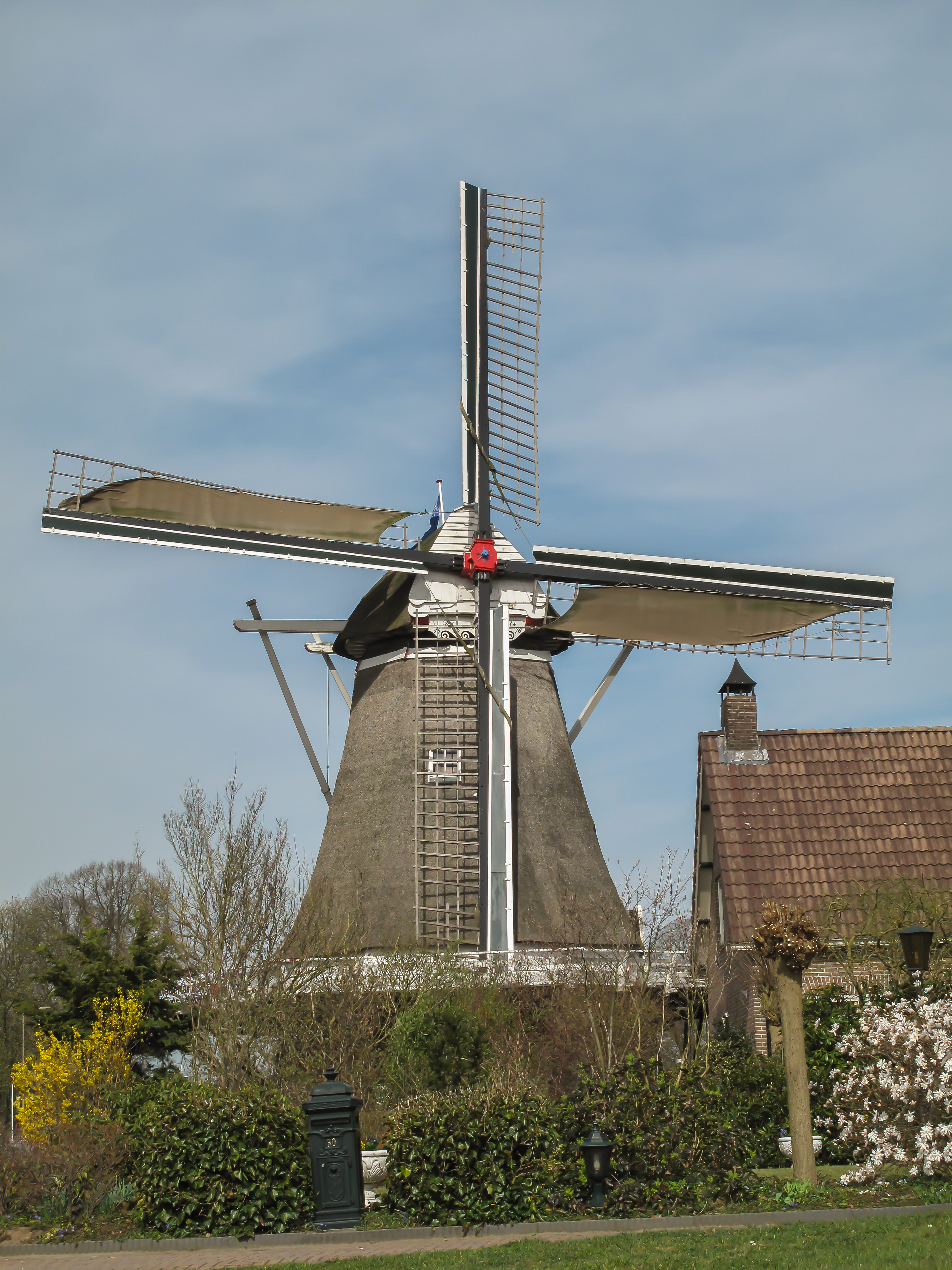
Dalen, moulin: stellingmolen de Bente